# 馬克薩基
51°25′29″N 32°11′10″E / 51.42472°N 32.18611°E
馬克薩基（烏克蘭語：Максаки），是烏克蘭北部的村莊，隸屬切爾尼希夫州的科留基夫卡區。該村始建於115年，面積1.27平方公里，海拔高度114米，2001年人口416，人口密度每平方公里327.6人。